# 伊舒克斯
伊舒克斯（法語：Ychoux，法語發音：[iʃuks]）是法国朗德省的一个市镇，属于蒙德马桑区。

## 地理
伊舒克斯（44°19'39"N, 0°57'29"W）面积111.28 平方千米，位于法国新阿基坦大区朗德省，该省份为法国西南部沿海省份，是法國本土面积第二大的省，北起吉倫特省，西临大西洋，南至大西洋比利牛斯省，东临热尔省，东北与洛特-加龍省接壤。
与伊舒克斯接壤的市镇（或旧市镇、城区）包括：拉布埃尔、利波斯泰、吕村、吕戈斯、博恩地区帕朗蒂斯、桑吉内、索尼亚克和米雷、比斯卡羅斯。

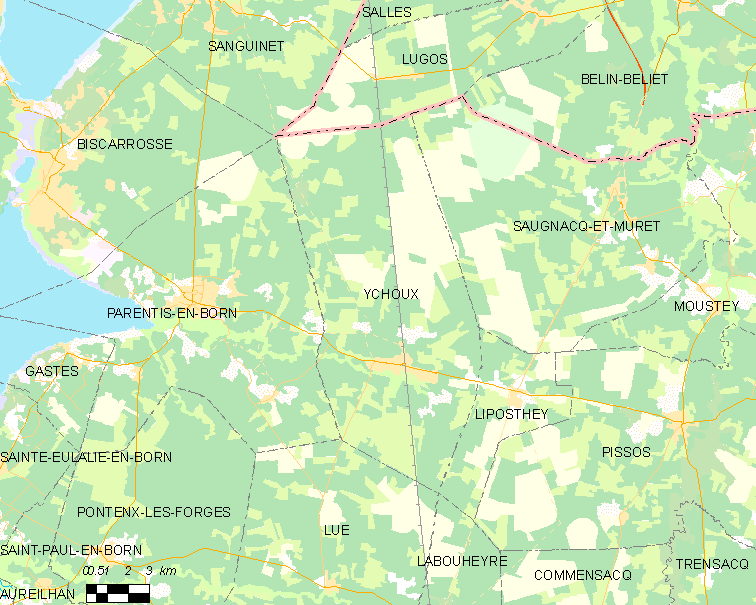
伊舒克斯的OSM定位图

伊舒克斯的时区为UTC+01:00、UTC+02:00（夏令时）。

## 行政
伊舒克斯的邮政编码为40160，INSEE市镇编码为40332。

## 政治
伊舒克斯所属的省级选区为大湖县。

## 人口

1962-2008年间伊舒克斯人口变化图示

伊舒克斯于2022年1月1日时的人口数量为2342人。